# 游戏安全专家
游戏安全专家（英語：Anti-Cheat Expert）是一个专门给游戏提供反作弊功能的系统。
游戏安全专家团队成立于2005年。2021年11月3日，Anti-Cheat Expert品牌正式发布，品牌前身为腾讯TP，MTP，Anti-Cheat Expert（简称为ACE），意为反作弊专家。该系统的主要安全类功能包括游戏反外挂、游戏客户端加固，游戏内容安全、游戏黑产对抗及管控等。
Anti-Cheat Expert同样也为多家游戏厂商提供安全保护，包括拳头游戏、心动网络，西山居，哔哩哔哩，英雄互娱、库洛游戏等。

## 服务游戏
目前已知的使用Anti-Cheat Expert反作弊系统的游戏有：
- 《王者荣耀》
- 《和平精英》
- 《英雄联盟》（中国服务器版本）
- 《穿越火线》（中国服务器版本）
- 《穿越火线：枪战王者》
- 《地下城与勇士》（中国服务器版本）
- 《英雄联盟手游》（中国服务器版本）
- 《勝利女神：妮姬》
- 《无畏契约》（中国服务器版本）
- 《鸣潮》
- 《迷你世界》
- 《香肠派对》
- 《忍者必须死》
- 《重返未来：1999》
- 《王牌战争：文明重启》
- 《环形战争》
- 《The Bornless》
- 《無限暖暖》
- 《暗區突圍：無限》

## 事记
1. 2005年，反外挂组成立，推出Antibot基础服务。
2. 2006年，建立三大安全基础方案：TP（壳驱动）、DP（动态协议保护）、Antibot。
3. 2011年，业务从反外挂全面扩展到反打金工作室、反私服、账号安全、内容安全等多个维度。
4. 2015-2017年，推出移动游戏安全方案MTP。[5]
5. 2020年，游戏安全产品方案覆盖维度增加，包括端手游加固、端手游反外挂、游戏经济安全、内容安全、数字版权保护等。
6. 2021年11月，在中国武汉举办的2021腾讯数字生态大会上，腾讯游戏安全发布Anti-Cheat Expert品牌[6]。与此同时，发布了《2021游戏安全白皮书》[7][8]。
7. 2021年11月，Anti-Cheat Expert、腾讯云、腾讯安全共同主办第四届游戏安全行业峰会。[9]
8. 2022年3月，ACE首次参加GDC大会。[10]
9. 2023年8月，ACE首次参展Gamescom。
10. 2024年4月，Korea Economic Daily采访ACE ，探讨如何利用人工智能推动游戏安全技术进步。[11]
11. 2024年8月，INVEN采访ACE，介绍ACE面向全球游戏厂商的安全产品。[12]
12. 2024年8月，ACE与Cathedral Studios签署合作协议。[4]